# Inestabilidad de Jeans

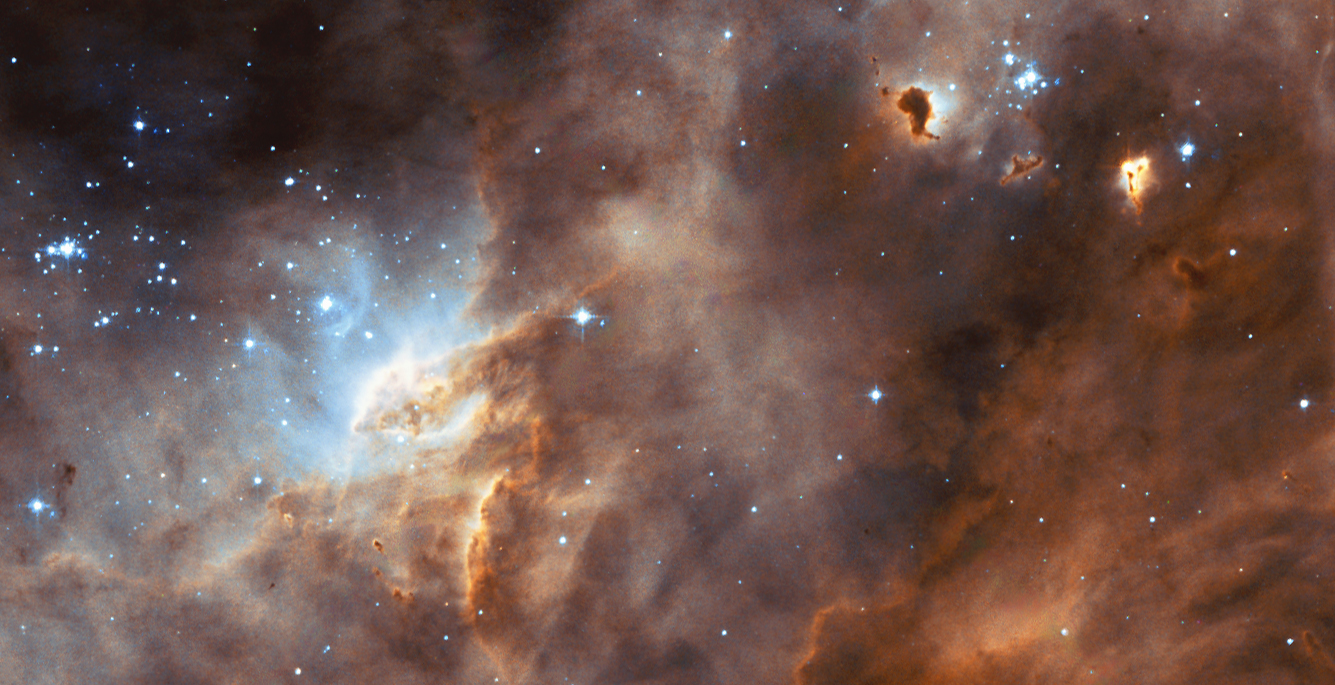
Imagen tomada por el telescopio espacial Hubble.

La inestabilidad de Jeans causa el colapso de nubes de gas interestelares y la subsecuente formación de una estrella. La misma ocurre cuando la presión interna en la nube no es lo suficientemente alta como para evitar que se produzca un colapso gravitatorio de una región que contiene materia. Para que exista estabilidad, la nube debe estar en equilibrio hidrostático,

{\displaystyle {\frac {dp}{dr}}=-{\frac {G\rho M_{con}}{r^{2}}}}

donde:
{\displaystyle p\,} es la presión,
{\displaystyle r\,} es el radio,
{\displaystyle G\,} es la Constante de gravitación universal,
{\displaystyle \rho \,} es la densidad y
{\displaystyle M_{con}\,} es la masa contenida,
El equilibrio es estable si las perturbaciones menores son amortiguadas e inestable si son amplificadas. En general, la nube es inestable si o bien es muy masiva a una dada temperatura o muy fría para una dada masa para que la gravedad pueda compensar la presión del gas.

## Masa de Jeans
La masa de Jeans debe su nombre al físico británico sir James Jeans, quien analizó el proceso de colapso gravitatorio dentro de una nube gaseosa. Jeans fue capaz de demostrar, que bajo condiciones apropiadas, una nube cósmica o una parte de la misma, podría volverse inestable. El proceso comienza cuando no posee suficiente presión gaseosa para contraarrestar la fuerza de gravedad. Sin embargo, la nube sería estable para una masa suficientemente pequeña, fijados la temperatura y el radio, pero una vez rebasa cierta masa crítica, empezaría un proceso de contracción hasta que alguna otra fuerza impidiera el colapso. Jeans derivó una fórmula para calcular la masa crítica como función de su densidad y temperatura. Cuanto mayor sea la masa de la nube, menor sea su tamaño y menor la temperatura de la misma, más inestable será ante un colapso gravitatorio. 
El valor aproximado de la masa de Jeans se puede obtener mediante una simple deducción física. Se comienza con una región esférica gaseosa de radio {\displaystyle R}, masa {\displaystyle M}, y velocidad del sonido en el gas {\displaystyle c_{s}}. Si nos imaginamos que se comprime dicha región un tanto. Las ondas de sonido tendrán un tiempo de tránsito:

{\displaystyle t_{sound}={\frac {R}{c_{s}}}}

en cruzar la región, e intentarán compensar la fuerza ejercida y restablecer al sistema en una presión de equilibrio. Al mismo tiempo, la gravedad intentará comprimir al sistema todavía más, lo cual tendrá lugar durante el tiempo de caída libre:

{\displaystyle t_{ff}={\frac {1}{\sqrt {G\rho }}}}

donde {\displaystyle G} es la constante gravitatoria universal, y {\displaystyle \rho } es la densidad de gas en la región. Cuando el tiempo de transporte del sonido es menor que el tiempo de caída libre, las fuerzas de presión prevalecen y restablecen el equilibrio. Si en cambio el tiempo de caída libre es menor que el tiempo de tránsito del sonido, entonces la gravedad prevalece, y la región sufre colapso gravitatorio. La condición para un colapso gravitatorio es por lo tanto: 

{\displaystyle t_{ff}<t_{sound}}

Mediante algunas manipulaciones algebraicas, se puede demostrar que la masa de Jeans {\displaystyle M_{J}} es aproximadamente:

{\displaystyle M_{J}={\frac {c_{s}^{3}}{G^{3/2}\rho ^{1/2}}}}

El criterio de estabilidad puede ser expresado también en forma equivalente en función de una longitud en vez de una masa. Dicha longitud es conocida como la longitud de Jeans. Todas las dimensiones menores que la longitud de Jeans son estables ante el colapso gravitatorio, mientras que dimensiones mayores son inestables. Se puede utilizar el mismo razonamiento previo para demostrar que la longitud de Jeans {\displaystyle R_{J}} es aproximadamente:

{\displaystyle R_{J}={\frac {c_{s}}{\sqrt {G\rho }}}}

## Condición necesaria para su ocurrencia
La inestabilidad de Jeans tiene lugar una vez que la masa contenida es mayor que el valor de la masa de Jeans o la zona crece hasta tener una dimensión mayor que la longitud de Jeans. Si la inestabilidad gravitatoria está gobernada por ondas del tipo:

{\displaystyle \Delta =\Delta _{0}e^{\Gamma t+i\mathbf {k\cdot r} }}, con {\displaystyle \Gamma }:
{\displaystyle \Gamma =\left[4\pi G\rho _{0}\left(1-{\frac {\lambda _{J}^{2}}{\lambda ^{2}}}\right)\right]^{1/2}}

que representa un crecimiento exponencialmente inestable. {\displaystyle \lambda _{J}} es la longitud de Jeans y {\displaystyle \rho _{0}} es la densidad de masa.
La escala de tiempo para que ocurra es:

{\displaystyle \tau =\Gamma ^{-1}=(4\pi G\rho _{0})^{-1/2}\ .}

La inestabilidad de Jeans es muy importante para los procesos de formación estelar en nubes moleculares.